# Голенчина
Голенчина (пол. Gołęczyna) — село в Польщі, у гміні Пільзно Дембицького повіту Підкарпатського воєводства.
Населення — 425 осіб (2011).
У 1975-1998 роках село належало до Тарновського воєводства.

## Демографія
Демографічна структура станом на 31 березня 2011 року:
|          | Загалом | Допрацездатний вік | Працездатний вік | Постпрацездатний вік |
| -------- | ------- | ------------------ | ---------------- | -------------------- |
| Чоловіки | 215     | 55                 | 138              | 22                   |
| Жінки    | 210     | 44                 | 125              | 41                   |
| Разом    | 425     | 99                 | 263              | 63                   |